# أشرف تاديلي
أشرف تاديلي (ولد في 8 يوليو 1980) هو عداء كندي مختص في سباق 800 متر. ولد في الدار البيضاء، المغرب، ولديه أخ أصغر سنا يدعى مروان تاديلي لكنه ليس عداء.